# Project Torque
Project Torque es un videojuego de carreras en línea desarrollado por Invictus Games y publicado por Aeria Games & Entertainment para Microsoft Windows el 30 de abril de 2008. El juego se titula como Level R en Europa con una interfaz y menús de juego ligeramente diferentes. Las versiones de Europa, Estados Unidos, Rusia, Indonesia, Tailandia, China y Japón están desarrolladas por Invictus Games y están sujetas a los derechos de autor de Invictus.
El juego tiene contenido parcialmente cargable, o micro-transacciones. Cuenta con elementos de juego como ajuste y personalización. El juego se titula como Level-R en Europa con una interfaz y menús del juego ligeramente diferentes. Las versiones de Europa, Estados Unidos, Rusia, Indonesia, Tailandia, China y Japón están desarrolladas por Invictus Games y están sujetas a los derechos de autor de Invictus.
Level-R se desarrolló originalmente para el mercado de Japón en 2006, que se basó en CRC 2005. Las versiones Level-R en todo el mundo serán todas iguales con pequeños ajustes de física y contenido. La versión actual, se lanzó el 3 de junio de 2010.
Las versiones Level-R combinadas con la versión Project Torque tienen 64 autos en total. Ninguna de las versiones tiene los 64 automóviles debido a problemas de licencia, y cualquier versión puede no recibir un automóvil determinado si no obtiene la licencia adecuada. La versión 2019, sin embargo, no tiene autos con licencia, ni tiene autos de versiones posteriores a 2010, como el Corus R4 o ciertos autos Thunder Alley.
A partir del 31 de julio de 2010, el servicio "Proyecto Torque", alojado por  Aeria Games Entertainment, ya no está en servicio. Invictus Games Ltd. firmó un acuerdo con Innologin Ltd. para publicar un nuevo servicio norteamericano de Level-R, llamado Heat Online.
A partir del 1 de mayo de 2014, el servicio HEAT en línea ha sido descontinuado.
En agosto de 2019, los fanáticos de Level-R y Project Torque comenzaron una campaña de financiación popular por $10,000 para volver a poner el juego en línea. Se suponía que los fondos cubrirían los honorarios legales y contractuales para obtener los derechos de publicación del Project Torque de Invictus Games. Se alcanzó el objetivo de la campaña. y a fines de agosto de 2019 Jogara Ltd, una compañía dirigida por fanáticos, firmó el contrato de publicación.
En diciembre de 2019, el juego se relanzó en Steam y ahora está disponible para descargar Aquí.

## Modos de juego

Captura de pantalla de los autos Thunder Alley Pro durante la vuelta inicial.

Project Torque  presenta varios autos, algunos de ellos son versiones con licencia de autos de producción reales, mientras que otros son imitaciones. Cuenta con una variedad de modos de juego como Simulación, Arcade y Thunder Alley. Los modos CTF y Drift se eliminaron después del lanzamiento de la versión "Julia". A partir del 15 de marzo de 2012, el servicio de Level-R se ha cerrado.

### Simulación
La simulación es un modo diseñado para retratar el realismo de las carreras. Con actualizaciones recientes, el modo se ha convertido en una mezcla de mecánica de arcade y simulación. Las diferencias con el modo arcade son menos indulgentes para la dirección, el daño cosmético y mecánico, y los puntos de bonificación recompensados por competir en modo de simulación. Este modo presenta hasta 2–8 jugadores y una variedad de pistas que se pueden correr en segmentos de 1 a 20 vueltas.

### Arcade
Arcade es un modo similar a la mayoría de los otros videojuegos de carreras. A diferencia del modo de simulación, tiene un sistema de dirección más fácil, un sistema "sin colisión" y sin daños mecánicos. Este modo presenta hasta 2–8 jugadores y una variedad de pistas que se pueden correr en segmentos de 1 a 20 vueltas. Los jugadores más nuevos del juego solo podrán competir en modo arcade hasta que desbloqueen el acceso a las pistas del modo de simulación.

### Thunder Alley
Thunder Alley es muy similar a NASCAR. Es uno de los modos más populares de  Proyecto Torque  e incluye tres clases de autos: Novato, Pro e Intimidator. La clase Rookie es similar a la serie  NASCAR Featherlite Modified, la clase Pro a la  NASCAR Sprint Cup (Car of Tomorrow con ala), y el Intimidator class to the  NASCAR Nationwide series.
El modo Thunder Alley proporciona una mecánica de túnel de viento y una mecánica de consumo de combustible que carecen de los otros modos de carrera. Actualmente hay dos pistas para este modo, una que se parece a  Talladega, la otra  Bristol. El modo presenta la capacidad de correr hasta 20 jugadores y correr hasta 60 vueltas por carrera. A diferencia de la serie NASCAR donde tienen banderas de precaución, Thunder Alley tiene un sistema de penalización que obliga a un conductor a pasar por el pit lane cuando el conductor rompe demasiadas violaciones. Sin embargo, este sistema ha sido criticado por la inexactitud de las sanciones, ya que penalizaría a la víctima de las fallas de otro conductor.

### Aceleración
Drag es un modo en el que 2–4 jugadores se alinean en una franja de un cuarto o media milla para quemar un poco de goma y ver quién es el corredor más rápido. Debe cambiar manualmente en el modo Aceleración, ya que requiere cambiar a las RPM correctas para obtener una Salida más rápida. El modo de Aceleración también presenta un sistema de daño del motor diferente, en comparación con otros modos, lo que hace que el motor explote debido a cambios incorrectos. Una sesión de carrera de resistencia puede implicar múltiples carreras de calor, y el jugador con el mejor conjunto de series gana.

### Captura la bandera
Capture the Flag es un modo de arena "gato y ratón" que se juega con 2–8 jugadores. Un jugador agarra la bandera y corre a través de los puntos de control, mientras que otros jugadores intentan agarrar la bandera corriendo hacia el portador de la bandera. El titular de la bandera también puede perder la bandera reparando, recuperando o volcando su automóvil. El jugador que anota más puntos gana. Los jugadores ganan puntos manteniendo la bandera durante largos períodos, corriendo a través de los puntos de control con la bandera o robando la bandera.

### Derrape
Drifting es un modo de 2 a 8 jugadores que usa las mismas pistas que los modos de simulación y arcade, pero los tiempos de vuelta y la posición no importan. Más bien, el ganador de una ronda de derrape está determinado por cuántos puntos de derrape pueden anotar los jugadores. Los puntos de derrape se determinan por el ángulo (del automóvil en la curva), la velocidad, la longitud del derrape y el multiplicador de derrape. Una característica única del modo de derrape es la capacidad de usar autos de derrape especializados, uno de los cuales se parece al Falken Mustang conducido por Vaughn Gittin.

## Lista de autos
|         | Fantasía | Prototipo | Divertidos                                                                          |
| ------- | --- | --- | ----------------------------------------------------------------------------------- |
| Clase 1 | Calle 1. Invictus Corus S3 1.3 VVT-S (2007) 2. Invictus Lion Executive Sedan (2000) 3. Invictus Miyato Wizz 1.5 TSport (1999) 4. Invictus Kawana K 660 (1999) Derrape 1. Invictus Hexan GT/HPE                      | Calle 1. Toyota Corolla GT-S (1985) | Divertido 1. Invictus Puppy Forklift 2. Invictus Golf Cart 3. Invictus Steer Loader |
| Clase 2 | Calle 1. Invictus Quadro SF-6 (2000) 2. Invictus Corall Spire 3. Invictus Hexan GT (1991) | Calle 1. Toyota 2000 GT (1967) 2. Mazda Xedos 6 V6 2.0 (1999) Derrape 1. Mazda RX-7 FD Sniper                                                           |                                                                                     |
| Clase 3 | Calle 1. Invictus Cobra Coupe Carrera 1. Invictus T/A Rookie (1978) Derrape 1. Invictus Stallion GT/ Falcon 2. Invictus Stallion GT/ Tóxico Todoterreno 1. Invictus C-Racer 4x4 (2003)                              | Calle 1. Honda Civic VTi 2. Mazda RX-7 GT Limited |                                                                                     |
| Clase 4 | Calle 1. Invictus Phoenix 400 HO (1968) 2. Invictus Stallion GT (2007) Carrera 1. Invictus T/A Intimidator (2007) 2. Invictus T/A Pro (1978) Todoterreno 1. Invictus Lagoon Destroyer (2007) 2. Invictus Ranger 4X4 | Calle 1. Honda S2000 2. Mazda RX-8 Type-s (J) (2003) 3. Toyota MR2 GT-S (1997) Todoterreno 1. Toyota 4Runner Sport 2. Hummer H3 3. Mitsubishi Outlander |                                                                                     |
| Clase 5 | Calle 1. Invictus Spiedo Forte (1985) 2. Invictus Harpoon GT (2007) Todoterreno 1. Invictus Buggy Evo II (2004) | Calle 1. Mitsubishi Lancer EVO IX MR (2006) 2. Subaru Impreza WRX Sti (2006) 3. Honda NSX Type-R 4. Mazda RX-7 Spirit R Type A (FD) (2002)              |                                                                                     |
| Clase 6 | Calle 1. Invictus Panama GT Ray (2003) | Calle 1. Chevrolet Corvette C6 LS2 (2007) 2. Chevrolet Camaro Concept                                                                                   |                                                                                     |
| Clase 7 | Calle 1. Invictus Morello S-type | |                                                                                     |

## Lista de pistas
- Tokio
- Noche en Tokio
- Puerto en San Francisco
- Canal en California
- California. Centro de la ciudad
- Sitio de construcción
- Alemania
- Aeropuerto
- Inglaterra
- Centro de la ciudad
- Hangar - pistas en el territorio de Rusia.
- Off-road: las colinas de la vieja Italia
- Johannesburgo
- Norgenhoch, fiordos
- Norgenhoch, norlandenring
- Python Bay
- Montañas Kanagawa
- Techo en shan hai
- San Francisco
- Doctor X Island
- Borracho doble borracho
- Tanzawa
- Serpentina

## Controversia de Invictus
En octubre de 2009, la compañía desarrolladora de "Project Torque",  Invictus, emitió una prohibición de IP de todas las cuentas no estadounidenses en "Project Torque". Se debe creer que el editor europeo de Level-R, gamigo AG, presentó una queja sobre un incumplimiento de contrato porque los jugadores de Europa estaban jugando Project Torque, que se afirma que es Una versión única de América del Norte. Aeria Games & Entertainment (AGE) tuvo que cumplir con la prohibición de IP y, como resultado, la base de jugadores del "Project Torque" disminuyó drásticamente. Los otros usuarios de Project Torque se reunieron en un intento de esquivar las prohibiciones de IP en forma de clientes Proxies y VPN, pero las herramientas utilizadas para esquivar las prohibiciones de IP se bloquearon como bien.
Poco después de que se emitiera la prohibición de IP, Invictus declaró que ya no admitirían la versión "Juego Torque" de su juego, que era muy diferente de la versión "Level-R". Esto significa que "Project Torque" no recibiría más construcciones especiales de Invictus. El 24 de mayo de 2010, AGE había anunciado que una nueva construcción, Julia, llegaría al "Project Torque". Los modos CTF y Drift se eliminarán del juego, habrá una actualización de la GUI y se agregarán algunos modos nuevos. Sin embargo, el parche no prometió un levantamiento de la prohibición de IP no estadounidenses. En la mañana del 3 de junio de 2010, la versión de Julia se lanzó como una versión actual, pero "beta abierta" del juego. Hubo muchas críticas por parte de la construcción, ya que era similar a la versión Level-R, y el parche eliminó todas las características únicas que habían hecho popular al Project Torque.

## Recepción
La recepción crítica del juego fue promedio. Algunos usuarios se han quejado del cambio en la mecánica de dirección de algunas versiones y de la imposibilidad de vender automóviles.
MMO Huts le dio a Project Torque una calificación de "Bueno" diciendo: "Project Torque es un MMO de carreras realmente pulido y divertido". También notaron los hermosos gráficos en comparación con otros juegos MMO y la sólida jugabilidad. Los usuarios le otorgaron una calificación de 3.99/5.
MMORPG Center calificó a Project Torque un 8.0/10. "En general Project Feature es un gran juego de carreras en línea, que se juega en pequeñas sesiones o, a veces, querrás más y más". Usuarios en MMORPG Center dio a Project Torque un 9.3/10.
Swift World calificó "Project Torque" un 7/10 por su gran juego, pero mencionó la falta de jugadores durante el tiempo. Usuarios de Swift World clasificó Project Torque un 9.7/10.
Kei Beneza de OnRPG dijo: "Si juzgara este juego, diría que el juego es mucho mejor que la mayoría de los juegos de carreras". Señaló que el juego tenía excelentes gráficos, podía ejecutarse en PC de gama baja y tenía una solución simple para el retraso de la conexión durante las carreras.

## El final
El 8 de julio de 2010, Aeria Games anunció que ya no podían soportar la ejecución del "Proyecto Torque", y que el juego se cerraría por completo el 2 de agosto de 2010. Aeria también declaró que realizarán una serie de eventos, reembolsarán AP (moneda en efectivo de Aeria) a los jugadores que habían gastado AP en los últimos 90 días e incluso otorgarán acceso a "contenido oculto" que nunca antes se había lanzado.
El 29 de julio de 2010, Invictus anunció un nuevo editor para Project Torque. El juego se llamaría HEAT Online y sería alojado por el editor, Innologin Ltd. Los editores están permitiendo que las personas prueben el juego como cuentas de invitados antes de registrarse en el servicio Innologin.
Se lanzó en Steam a partir del 20 de diciembre de 2019.